# Barahona de Fresno
Barahona de Fresno es una localidad española, pedanía del municipio de Riaza, perteneciente a la provincia de Segovia, en la comunidad autónoma de Castilla y León.

## Historia
Perteneció a la Comunidad de Villa y Tierra de Fresno de Cantespino, que aún subsiste en la gestión de montes comunales. Al igual que Fresno, Barahona tenía el título de villa y la donación de la villa a Álvaro de Luna figura como Barahona de Ambos Barrios por ser compartida por Sepúlveda y Fresno.
Hacia mediados del siglo XIX, la villa tenía contabilizada una población de 49 habitantes. Aparece descrita en el tercer volumen del Diccionario geográfico-estadístico-histórico de España y sus posesiones de Ultramar de Pascual Madoz de la siguiente manera:

BARAHONA DE FRESNO: v. con ayunt. de la prov. y dióc. de Segovia (12 leg.), part. jud. de Riaza (2), c. g. de Castilla la Nueva, aud. terr. de Madrid (23): sit. en una pequeña altura á 1 leg. al E. de la carretera de Francia por Somosierra, la combaten los vientos N. y E.; de clima sano, pues solo se padecen algunas pulmonias y dolores de costado: tiene 16 casas de un solo piso escepto la del curato que tiene 2; igl. parr. (San Cristóbal Mártir) con el cementerio inmediato á ella: confina el térm. por N. con Bercimuel á 1 leg., E. con Aldeanueva del Campanario, S. con Turrubuelo á 1/2 leg. ambos, y O. con Sequera á 1/4; en él se encuentran 2 palomares, comprendo 1,300 obradas de 300 estadales de 15/4; de las que se cultivan 900, siendo 150 de primera calidad, 350 de segunda y 350 de tercera, que alternan por mitad cada año. el terreno es llano, fuerte y fértil, aunque de secano; por ser migoso; tiene algo de monte bajo, barrancos y páramos que en todo compondrá unas 300 fan. y ademas un prado abierto de 120: los caminos son vecinales á los pueblos inmediatos; el correo se recibe de Riaza; prod. trigo, cebada, centeno, yeros, legumbres y hortalizas; tiene para la labor 3 yuntas de mulas, 12 de bueyes y 30 cab. de cerril vacuno; se mantiene ganado lanar, cabrio y alguna caza de liebres; pobl. 16 vec. 49 alm.; cap. imp.: 18,386 rs.; contr.: segun el cálculo geueral de la prov. 20 rs 24 mrs. p§: pesupupesto municipal 971 rs. 12 mrs. que se cubre con 170 rs. que producen los bienes de propios y el resto por repartimiento vecinal.
(Madoz, 1846, p. 373)

Aparece mencionado  con el nombre actual en el censo de 1857, anteriormente se denominaba Baraona de Fresno.
A mediados del siglo XVIII fue agregado al municipio de Aldeanueva del Monte, así aparece en el censo de 1857. Cuando este último municipio fue agregado al de Riaza en 1979, la población total del municipio no llegaba a los 75 habitantes.

## Demografía
| 13            | 15 | 17 | 15 | 12 | 17 | 13 | 13 | 13 | 7 | 6 | 4 | 4 |
| (Fuente: INE) |    |    |    |    |    |    |    |    |   |   |   |   |